# Herbert Strickner
Herbert Karl Strickner (geboren 2. Juni 1911 in Innsbruck, Österreich-Ungarn; hingerichtet 7. Januar 1951 in Polen) war ein deutscher Polizeibeamter als Polizei-Major und SS-Sturmbannführer.

## Leben
Herbert Strickner war ein Sohn des promovierten Oberbahnrats Martin Strickner. Er besuchte das Bundesrealgymnasium Innsbruck und studierte ab 1929 zuerst evangelische Theologie an der Universität Wien und ab 1932 in Leipzig. Er schloss sich 1927 dem Heimatschutz an und wurde 1929 Mitglied im NSDStB. Ab 1930 und nach einer Unterbrechung ab dem 1. März 1932 war er Mitglied der NSDAP (Mitgliedsnummer 897.102) und wurde nun auch Mitglied in der SA. Außerdem war er von 1929 bis 1931 Mitglied im Bund Oberland und Mitglied einer Wiener Burschenschaft, von den Mensuren behielt er gewaltige Schmisse zurück. Er brach das Studium 1933 ohne Abschluss ab, als er Österreich wegen nationalsozialistischer Aktivitäten verlassen musste. Stattdessen studierte er Zeitungswissenschaft, Deutsche Volksgeschichte und Sport an der Universität Leipzig. 1935 machte er ein Turnlehrerexamen und 1937 promovierte er mit einer Dissertation über die Sportberichterstattung der Parteizeitung Völkischer Beobachter.
Nach dem Studium arbeitete Strickner zunächst als Sportlehrer an der Gebietsführerschule der Hitlerjugend „Peter Frieß“ in Braunschweig, bevor er zum 13. Mai 1938 der SS beitrat (SS-Nummer 314.755) und im Juni 1938 hauptamtlicher SD-Funktionär im SD-Oberabschnitt Nordost in Königsberg und Tilsit wurde. Im März 1938 heiratete Strickner die Leipzigerin Ilse Berndt, sie hatten drei Kinder. 
Während der Angliederung der Sudetengebiete an das Deutsche Reich 1938 nahm Stricker an einem SD-Einsatz in diesem Gebiet teil und im Herbst 1939 gehörte er der in Polen eingesetzten Einsatzgruppe IV an, die das Gebiet Posen von „unerwünschten Elementen“ säuberte und dabei zahlreiche Massenerschießungen durchführte. Danach wurde er als Volkstumsreferent dem SD-Leitabschnitt in Posen zugeteilt. Zu dieser Zeit war er wesentlich an der Ausarbeitung der so genannten Volksliste beteiligt, die die Bevölkerung des Warthelandes nach rassischen Kriterien gliederte.
Im Oktober 1942 wurde Strickner aus disziplinarischen Gründen nach Berlin versetzt und übernahm als Nachfolger von Hans Ehlich die Leitung der Abteilung III B (Volkstum) im Reichssicherheitshauptamt (RSHA). Im Juni 1943 wurde er zum SS-Sturmbannführer befördert. 
Nach dem Zweiten Weltkrieg wurde Strickner von den Alliierten interniert und am 28. Juni 1946 aus der Amerikanischen Besatzungszone nach Polen ausgeliefert. Im März 1949 wurde er vom Bezirksgericht Poznan zum Tode verurteilt und im Januar 1951 hingerichtet.
Die Verlagsausgabe von Strickners Dissertation wurde nach Kriegsende in der Sowjetischen Besatzungszone auf die Liste der auszusondernden Literatur gesetzt.

## Schriften

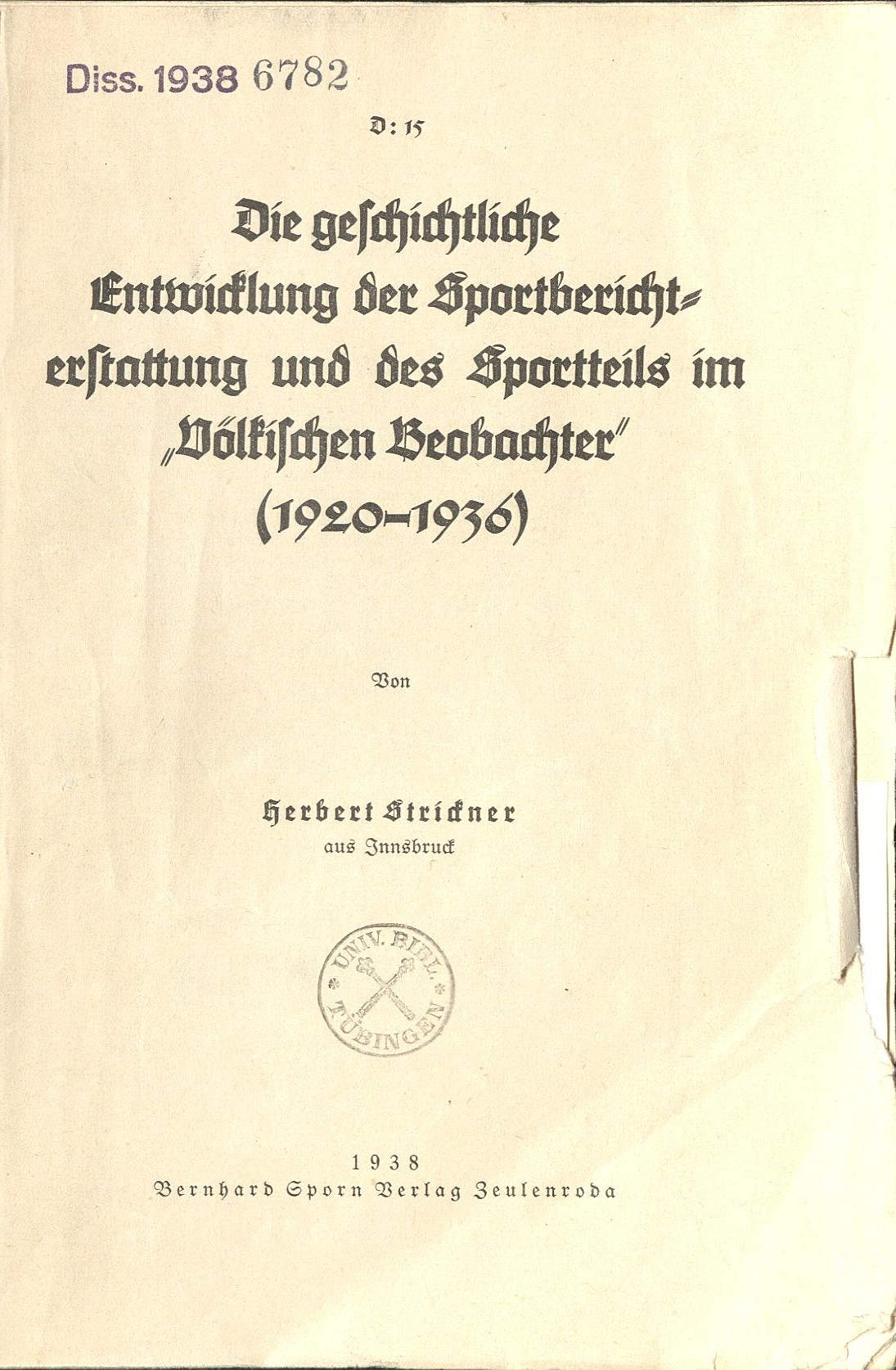
Dissertation 1938

- Die geschichtliche Entwicklung der Sportberichterstattung und des Sportteils im „Völkischen Beobachter“ (1920–1936), Sporn, Zeulenroda 1938. (Dissertation)
- Die „Deutsche Volksliste“ in Posen, in: Karol Marian Pospieszalski: „Niemiecka lista narodowa w ‚Kraju Warty‘“. Wybór dokumentów, Instytut Zachodni, Poznań 1949